# Team Novo Nordisk/2013
Deze pagina geeft een overzicht van de Novo Nordisk-wielerploeg in 2013. 

## Algemene gegevens
Sponsors: Novo Nordisk
Algemeen manager: Vasili Davidenko
Ploegleiders: Massimo Podenzana, Gleb Groysman, Pavel Cherkasov
Fietsmerk: Scott

## Renners
| Naam                 | Geboortedatum | Nationaliteit    | Ploeg 2012 |
| -------------------- | ------------- | ---------------- | ---------- |
| Fabio Calabria       | 27-08-1987    | Australië        |            |
| Andrea Ciacchini     | 26-06-1990    | Italië           | Neo        |
| Stephen Clancy       | 19-07-1992    | Ierland          | Neo        |
| Paolo Cravanzola     | 10-03-1986    | Italië           | Neo        |
| Kevin De Mesmaeker   | 24-07-1991    | België           | Neo        |
| Joe Eldridge         | 16-06-1982    | Verenigde Staten |            |
| Joonas Henttala      | 17-09-1991    | Finland          | Neo        |
| David Lozano         | 21-12-1988    | Spanje           |            |
| Javier Mejías        | 30-09-1983    | Spanje           |            |
| Justin Morris        | 19-06-1986    | Australië        | Neo        |
| Andrea Peron         | 28-10-1988    | Italië           | Neo        |
| Aaron Perry          | 06-11-1987    | Nieuw-Zeeland    | Neo        |
| Thomas Raeymaekers   | 22-05-1993    | België           | Neo        |
| Branden Russell      | 15-03-1992    | Verenigde Staten | Neo        |
| Andrei Strelkov      | 21-06-1994    | Rusland          | Neo        |
| Martijn Verschoor    | 04-05-1985    | Nederland        |            |
| Christopher Williams | 10-11-1981    | Australië        | Geen       |

## Overwinningen
2008 · 2009 · 2010 · 2011 · 2012 · 2013 · 2014 · 2015 · 2016 · 2017 · 2018 · 2019· 2020· 2021 · 2022 · 2023 · 2024 · 2025